# José Mangual Jr.
José Mangual Jr. (Nueva York, 11 de enero de 1948), es un percusionista estadounidense de origen puertorriqueño.

## Biografía
Mangual Jr, nacido en Nueva York, es hijo del también percusionista José Mangual Sr..

## Trayectoria
Perteneció a las orquestas del pianista Monguito Santamaría, y del trombonista Willie Colón & Héctor Lavoe, en esta última, como corista y percusionista. También acompañó a Willie Colón en solitario, o con Rubén Blades.
- Datos: Q18418991